# Alpioniscus
Alpioniscus är ett släkte av kräftdjur. Alpioniscus ingår i familjen Trichoniscidae.

## Dottertaxa tillAlpioniscus, i alfabetisk ordning[1]
- Alpioniscus absoloni
- Alpioniscus balthasari
- Alpioniscus boldorii
- Alpioniscus bosniensis
- Alpioniscus caprae
- Alpioniscus cervinus
- Alpioniscus christiani
- Alpioniscus dispersus
- Alpioniscus epigani
- Alpioniscus escolai
- Alpioniscus feneriensis
- Alpioniscus fragilis
- Alpioniscus giurensis
- Alpioniscus haasi
- Alpioniscus henroti
- Alpioniscus heroldii
- Alpioniscus herzegowinensis
- Alpioniscus karamani
- Alpioniscus kratochvili
- Alpioniscus magnus
- Alpioniscus matsakisi
- Alpioniscus medius
- Alpioniscus metohicus
- Alpioniscus slatinensis
- Alpioniscus strasseri
- Alpioniscus thracicus
- Alpioniscus trogirensis
- Alpioniscus tuberculatus
- Alpioniscus vardarensis
- Alpioniscus vejdovskyi
- Alpioniscus verhoeffi